# Юрков, Дмитрий Васильевич
Дмитрий Васильевич Юрко́в (р. 1972) — депутат Государственной думы Российской Федерации VII созыва. До сентября 2016 года депутат Архангельской городской Думы.

## Биография
В 1995 году окончил Поморский международный педагогический университет имени М. В. Ломоносова по специальности: учитель физики, информатики и вычислительной техники.
В 1999 году окончил Поморский государственный университет имени М. В. Ломоносова, получив квалификацию менеджера по специальности «Государственное и муниципальное управление».
С 1993 года по 1998 год одновременно с учебой в институте занимался предпринимательской деятельностью в сфере розничной торговли — директор ТОО «Конус». С 1998 года по 2004 год был избран генеральным директором ОАО «Севречторг». Последующий год работал в качестве генерального директора ОАО «Механический завод». Победитель регионального конкурса «Молодой директор года».
С 2005 года по 2008 год был избран председателем Архангельского городского Совета депутатов, по настоящее время является депутатом Архангельской городской Думы. С 2008 года доцент кафедры государственного, муниципального управления и менеджмента «Северный (Арктический) федеральный университет имени М. В. Ломоносова».
С 2005 года — совладелец НП «Панорама Retail» — некоммерческая организация, осуществляющая координацию предпринимательской, профессиональной, научно-технической и социальной деятельности участников (членов) партнерства в сфере розничной торговли в Архангельской области. НП «Панорама Retail» представляет Архангельскую область в некоммерческой организации Союз независимых сетей России.
С 2008 года был автором и ведущим еженедельной исторической программы «Архангельск Дмитрия Юркова», телеканал «Россия 1» (ГТРК «Поморье»). Инициатор и автор концепции долгосрочной целевой программы преподавания шахмат в детских садах и школах Архангельской области. В том же году издал монографию: Экономика. Совершенствование местным управлением на основе информационных технологий: взгляд из Архангельска. В 2010 году издал учебное пособие: Информационно-коммуникационные технологии управления. С 2009 года — член жюри региональной лиги КВН.
На выборах 18 сентября 2016 года Юрков Дмитрий Васильевич был избран Депутатом Государственной думы VII созыва от избирательного округа 0072, Архангельский — Архангельская область. Член фракции «Единая Россия». Член комитета ГД по бюджету и налогам. Дата начала полномочий: 5 октября 2016 года. 
2 марта 2020 года отчитался в социальной сети «Вконтакте» о посещении родильного отделения в Каргополе, которое было закрыто за два года до посещения. «Я привез в родильное отделение, где наблюдается 91 роженица, подарки для молодых мам», — сообщил народный избранник. Позже, депутат откорректировал пост, написав, что «вышла накладка», что «пост был написан молодым журналистом» и что это была «неудачная проба пера». Как заявил ответственный секретарь партийной Комиссии по этике, депутат Госдумы Евгений Ревенко, проведенная проверка подтвердила, что Юрков действительно посещал учреждение здравоохранения в Каргопольском районе Архангельской области.

## Законотворческая деятельность
С 2016 по 2021 год, в период исполнения полномочий депутата Государственной Думы VII созыва, выступил соавтором 61 законодательных инициатив и поправок к проектам федеральных законов.